# Olympische Winterspiele 2002/Eishockey (Frauen)/Qualifikation
Die Qualifikation zum olympischen Eishockeyturnier der Frauen 2002 wurden zwischen dem 8. und 11. Februar 2001 in Engelberg in der Schweiz ausgetragen. Dabei wurden zwei Plätze des Endturniers ausgespielt. Dazu kamen die sechs bestplatzierten Nationen der A-Weltmeisterschaft des Jahres 2000.

## Direkte Qualifikation
Für das olympische Turnier qualifizierten sich die ersten sechs Nationen der A-Weltmeisterschaft des Jahres 2000 direkt:
| Rang | Land                | WM-Gruppe |
| ---- | ------------------- | --------- |
| 1    | Kanada              | A         |
| 2    | Vereinigte Staaten  | A         |
| 3    | Finnland            | A         |
| 4    | Schweden            | A         |
| 5    | Russland            | A         |
| 6    | Volksrepublik China | A         |
| 7    | Deutschland         | A         |
| 8    | Japan               | A         |
| 9    | Kasachstan          | B         |
| 10   | Schweiz             | B         |
| 11   | Norwegen            | B         |
| 12   | Dänemark            | B         |
| 13   | Frankreich          | B         |
| 14   | Lettland            | B         |
| 15   | Tschechien          | B         |
| 16   | Italien             | B         |

## Modus
Die zwei Plätze wurden in einem einstufigen System zwischen vier Teilnehmern ausgespielt. Teilnahmeberechtigt waren die beiden Mannschaften auf den Plätzen 7 und 8 der A-Weltmeisterschaft 2000 sowie die beiden Erstplatzierten der B-Gruppe. Die beiden Erstplatzierten des Qualifikationsturniers – Kasachstan und Deutschland – waren für Olympia qualifiziert.

## Austragungsort
| \| Engelberg \|             |
| Austragungsort des Turniers |
| Engelberg                   |

| Engelberg |

## Turnierverlauf
Im Rahmen des viertägigen Qualifikationsturniers sicherten sich Kasachstan und Deutschland die beiden verbliebenen Startplätze im olympischen Eishockeyturnier. Die Leistungsdichte zwischen den Qualifikationsteilnehmern zeigte sich insbesondere darin, dass vor dem letzten Spieltag noch alle vier Mannschaften die Chance besaßen, eines der begehrten Tickets nach Salt Lake City zu erhalten. Deutschland ging dabei mit einem Punkt Vorsprung auf Kasachstan und Gastgeber Schweiz ins letzte Spiel. Durch die Niederlage der Deutschen im Direktduell gegen die Kasachinnen sicherten sich diese einen der beiden Startplätze. Die deutschen Spielerinnen mussten hingegen auf einen Punktgewinn der Japanerinnen gegen die Schweiz hoffen, was durch ein 2:2-Unentschieden auch geschah. Aufgrund des Direktvergleichs zu Gunsten Deutschlands sicherte sich Deutschland den zweiten Rang vor der Schweiz und Japan.
| 8. Februar 2001 16:30 Uhr (Ortszeit) | Japan H. Kubo (14.) H. Kubo (41.) A. Hatanaka (60.) | 3:3 (1:0, 0:2, 2:1) | Deutschland M. Valenti (21.) M. Becker (22.) S. Frühwirt (55.) | Sporting Park, Engelberg Zuschauer: 300 |

| 8. Februar 2001 20:00 Uhr | Kasachstan O. Potapowa (46.) N. Losjewa (50.) | 2:7 (0:3, 0:3, 2:1) | Schweiz R. Rochat (7.) R. Rochat (12.) K. Lehmann (19.) R. Rochat (24.) S. Ray (27.) S. Cattaneo (35.) R. Künzle (57.) | Sporting Park, Engelberg Zuschauer: 825 |

| 9. Februar 2001 17:00 Uhr | Kasachstan O. Krjukowa (19.) N. Jakowtschuk (25.) J. Schtelmaister (35.) J. Schtelmaister (45.) J. Schtelmaister (50.) | 5:2 (1:1, 2:0, 2:1) | Japan E. Wada (4.) Y. Togawa (60.) | Sporting Park, Engelberg Zuschauer: 513 |

| 10. Februar 2001 17:00 Uhr | Deutschland M. Becker (33.) M. Valenti (50.) N. Schaffrik (60.) | 3:1 (0:1, 1:0, 2:0) | Schweiz K. Lehmann (1.) | Sporting Park, Engelberg Zuschauer: 800 |

| 11. Februar 2001 13:30 Uhr | Deutschland R. Wolf (48.) | 1:2 (0:0, 0:1, 1:1) | Kasachstan J. Solowjowa (24.) O. Taikjewitsch (50.) | Sporting Park, Engelberg Zuschauer: 531 |

| 11. Februar 2001 17:00 Uhr | Schweiz R. Künzle (44.) D. Wyss (60.) | 2:2 (0:0, 0:0, 2:2) | Japan Y. Togawa (46.) H. Kubo (47.) | Sporting Park, Engelberg Zuschauer: 920 |

| Pl. |             | Sp | S | U | N | Tore  | Punkte |
| 1.  | Kasachstan  | 3  | 2 | 0 | 1 | 09:10 | 4:2    |
| 2.  | Deutschland | 3  | 1 | 1 | 1 | 07:06 | 3:3    |
| 3.  | Schweiz     | 3  | 1 | 1 | 1 | 10:07 | 3:3    |
| 4.  | Japan       | 3  | 0 | 2 | 1 | 07:10 | 2:4    |

Abkürzungen: Pl. = Platz, Sp = Spiele, S = Siege, U = Unentschieden, N = Niederlagen

Erläuterungen: Qualifikant für das olympische Eishockeyturnier